# Національна школа державного управління (Польща)
Національна школа державного управління (польською мовою: Krajowa Szkoła Administracji Publicznej, скорочено KSAP) була створена в 1990 році урядом Тадеуша Мазовецького . Натхненником для його засновників стала французька національна школа адміністрації «Ecole» . Метою школи є підготовка державних службовців для державного управління Республіки Польща. Школа знаходиться у Варшаві.
Навчання в школі триває від 18 до 20 місяців. Програма орієнтована на такі шляхи навчання: закон та управління; економіка та державні фінанси; Європейський Союз та зовнішня політика; управління та розвиток м'яких навичок (soft skills). Студенти проходять два стажування в Польщі та одне за кордоном (як правило, в країні Європейського Союзу).

## Історія
Національна школа державного управління була створена 30 травня 1990 року постановою Ради Міністрів Польщі. Як і в національній школі адміністрації École, кожен рік поток вибирає відповідну назву і називається «промоцією». У вересні 2017 року двадцять дев'ята промоція розпочала своє навчання у школі. З 2014 року в школі щорічно закінчують навчання 30–40 учнів. Більшість випускників працюють у польських міністерствах.
Засновником і багаторічним директором школи був юрист проф. Марія Гінтовт-Янкович.   З 2012 по 2016 рік Ян Паства, колишній посол Польщі в Чехії та випускник KSAP, був директором KSAP. Поточний міністр закордонних справ Польщі Яцек Чапутович був директором школи з 2008 по 2012 рік.
Школа була першим подібним закладом у колишній комуністичній країні. KSAP співпрацює зі школами державного управління в інших країнах, забезпечуючи партнерів в Україні, Афганістані, або М'янмі навчанням та семінарами.

## Випускники
Школа приймає абітуріентів віком до 32 років.
Поки що було понад 1100 випускників KSAP. Найвідомішим випускником Школи є Ельжбета Беньковська, Європейський комісар з питань внутрішнього ринку, промисловості, підприємництва та малого та середнього бізнесу, яка раніше займала посаду міністра з питань інфраструктури та розвитку Польщі, а також була віце-прем'єр-міністром у кабінеті Дональда Туска .
Інші випускники — Маріуш Блащак, чинний міністр оборони, Владислав Стасяк, колишній міністр внутрішніх справ та адміністрації у кабінеті Ярослава Качиньського, Роберт Купієцький, колишній заступник міністра національної оборони та колишній посол Польщі в США Штати, Вальдемар Дубаньовський, колишній член Національної ради мовлення та посол Польщі в Таїланді, Ірина Верещук - нардеп України .
Існує асоціація випускників: Асоціація випускників KSAP (Stowarzyszenie Absolwentów KSAP).